# Formica obvoluta
Formica obvoluta é uma espécie de formiga do gênero Formica, pertencente à subfamília Formicinae.